# سوا سیتی (آیووا)
سوا سیتی (به انگلیسی: Swea City) شهری در ایالت آیووا کشور ایالات متحده آمریکا است که جمعیت آن در سرشماری سال ۲۰۱۰ میلادی، ۵۳۶ نفر بوده‌است.